# Рух нових сил Михайла Саакашвілі
Рух нових сил Михайла Саакашвілі — українська політична партія, заснована як «Партія Гармонійного Розвитку» 11 лютого 2015 року. 23 лютого 2017 року перереєстрована як «Рух нових сил». Керівник — Ольга Галабала (з 30 травня 2017 року). 

## Історія
Після відставки з посади голови Одеської обладміністрації у листопаді 2016 року Саакашвілі вирішив створити нову політичну силу. 19 листопада він оголосив про початок формування команди.
23 лютого 2017 року Міністерство юстиції зареєструвало нову партію.
19 квітня 2017 — оголошено про об'єднання партії з партією «Воля». Згодом член ради партії «Воля» Юрій Дерев'янко зазначив:
| «Ці партії близькі за політичними та ідеологічними принципами. Ми бачимо, що в суспільстві є потреба, щоб ті політичні сили, які займають про-українські, патріотичні, демократичні позиції об'єднались. Адже таких нових політичних сил в країні є декілька, і виборці просто губляться кому віддавати підтримку» |
Травень 2017 року — партію планувалось перейменувати на «Рух нових сил Михайла Саакашвілі», проте, як стверджують її представники, Міністерство юстиції відмовило в цьому.
Жовтень 2017 року — Комітет виборців України звернувся до НАЗК із проханням перевірити діяльність 21 партії, серед яких і «Рух нових сил» та «Наша Україна», через наявність ознак тіньового фінансування. Причиною для перевірки «Руху нових сил» стала відсутність на сайті НАЗК звітності за II квартал 2017 року.
За даними соціологічного дослідження (28 жовтня — 14 листопада) політична партія «Рух нових сил» може отримати на парламентських виборах близько 2 % голосів, що не дозволить їй отримати місця у ВРУ.
Представники партії брали участь у протестах з метою домогтися відставки Уряду та імпічменту Президента під назвою «Марш за імпічмент» (з лютого «Марш за майбутнє»). Марші проходили 3, 10 та 17 грудня 2017 року, 4 та 18 лютого 2018 року. Акції 10 та 17 грудня супроводжувалися заворушеннями, кульмінацією яких була спроба захоплення Жовтневого палацу. За фактами подій були зареєстровані 3 кримінальних провадження. 4 лютого марш завершився віче, на якому представники української опозиції та Саакашвілі анонсували новий марш 18 лютого, на якому вони оголосять рішення про відставку Президента, представлять альтернативний уряд та можливих кандидатів на пост Президента, а також закликали пікетувати будинки народних депутатів.
18 лютого на марш вийшло близько 3 тис. осіб замість очікуваних організаторами 50 тис., представників альтернативного уряду та кандидатів у президенти оголошено не було. Саакашвілі запропонував провести наступний марш 18 березня.
19 липня 2019 року керівник партії Саакашвілі закликав голосувати за партію «Слуга народу».

## Керівні органи
Станом на липень 2017 року, до Політради партії входять Михайло Саакашвілі, Юрій Дерев'янко, Давід Сакварелідзе та Ольга Галабала.
Перша п'ятірка у списку на вибори до Верховної ради України 21 липня 2019 року:
1. Міхеїл Саакашвілі
2. Давид Сакварелідзе
3. Олесь Доній
4. Наталя Жукова
5. Володимир Лановий

## Ідеологія
28 червня 2017 року Саакашвілі презентував «План порятунку України за 70 днів» (5 сесійних тижнів після дострокових виборів).

## Фінансування
27 липня ЦВК виявила порушення в фінансових звітах партії щодо надходження коштів для виборчих фондів. ЦВК передала прохання перевірити звіти партії Агентству з питань запобігання корупції[36].

## Скандали
5 грудня 2017 року Генпрокурор Луценко заявив, що Саакашвілі отримав від близького до Януковича українського олігарха Сергія Курченка півмільйона доларів на організацію акцій протесту. Було заявлено, що Курченко надавав кошти з метою захоплення Саакашвілі влади в Україні та очікував, що у відповідь будуть закриті кримінальні справи та відновлення контролю над його активами.
Було оприлюднено записи, на яких начебто Саакашвілі розмовляє з Сергієм Курченко, який переховується в Росії. Саакашвілі заперечив ці звинувачення.
10 грудня РНС організував «Марш за імпічмент».
17 грудня 2017 року було організовано черговий «Маршу за імпічмент». В ході акції Саакашвілі озвучив бажання створити координаційний штаб у київському Жовтневому палаці, учасники акції спробували захопити будівлю.
В цей час у палаці проходив концерт Оркестру Гленна Міллера. Будівлю було оточено підрозділами національної поліції та національної гвардії. Відбулися сутички під час спроби захоплення. Також постраждало кілька правоохоронців та учасників акції. Будівлю захоплено не було. Пізніше Саакашвілі заявив, що не закликав до захоплення і що до цього не має жодної причетності РНС. Внаслідок сутичок постраждали 32 правоохоронці, серед яких 15 нацгвардійців та 17 поліцейських.
Посли Канади та Великої Британії засудили учасників акції за сутички біля Жовтневого палацу. Посольство США також засудило спробу захоплення будівлі, як дію, яка виходить за межі права на мирний протест.
За фактами подій 17 грудня зареєстровано три кримінальних провадження:
- за ст. 15 ст. 341 (замах на захоплення державних або громадських будівель чи споруд),
- ст. 345 (погроза або насильство щодо працівника правоохоронного органу),
- ст. 343 (втручання в діяльність працівника правоохоронного органу) КК України.[33][37].